# فواديسواف الرابع فاسا

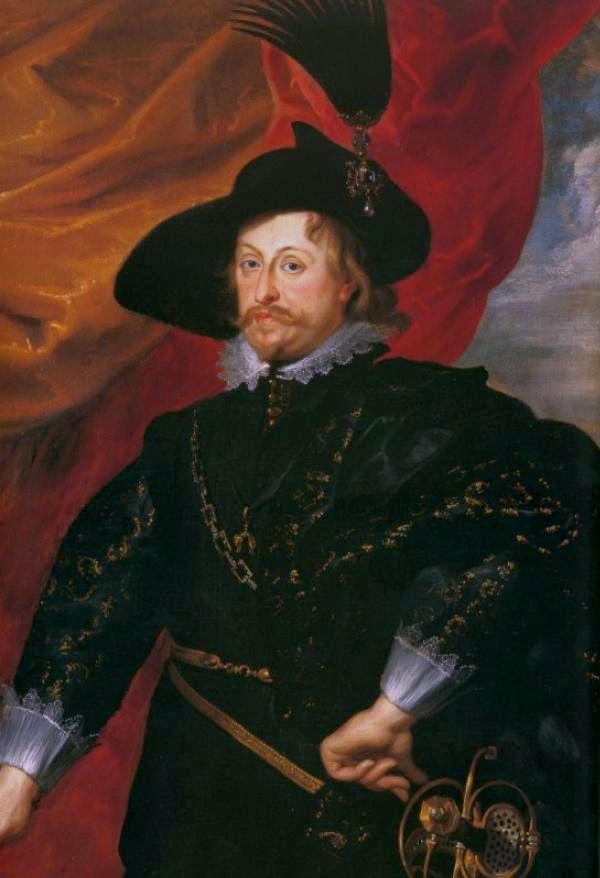
فواديسواف الرابع

فواديسواف الرابع فاسا (Władysław IV) (قرب كراكوف، 9 يونيو 1595 - ميركيني، 20 مايو 1648) ملك بولندا، ابن زيغمونت الثالث وقرينته آنا هابسبورغ.
كان عاهل الإتحاد البولندي اللتواني منذ 8 نوفمبر 1632 حتى وفاته في عام 1648.
في عام 1610 انتخب الشاب فواديسواف قيصر روسيا، ولكنه لم يكن له أي دور نشط في السلطة الروسية، مع ذلك استخدم لقب دوق موسكو الأكبر حتى سنة 1634. وخلال هذه الفترة كانت السلطة في موسكو بيد ميخائيل روسيا.
حاول فواديسواف إبقاء المملكة البولندية اللتوانية خارج حرب الأعوام الثلاثين الدموية التي اجتاحت أوروبا خلال وجوده في العرش ونجح بذلك، بفضل سياسة عسكرية وخارجية نبيهة، للدفاع مملكته من الغزو الأجنبي. رغم تأييده الإصلاحات العسكرية وخطة تسامح ديني بين المسيحيين فشل بإصلاح وتعزيز حكم مملكته.
تعني وفاته نهاية عصر الذهب لاتحاد الدولي البولندي الليتواني كما فواديسواف التوترات الداخلية التي لم تتمكن من حل، وأسفرت 1648 في ثورة قوزاقية كارثية -ثورة شميلنيكي- وفي الغزو السويدي (وآثاره الكارثية وكما عـُـرف بالفيضان السويدي ).
فواديسواف الرابع خلال فترة حكمه ويرجع ذلك لميراثه من أمه، كان حليفا وثيقا لآل هابسبورغ، وعضو 'وسام الصوف الذهبي.

## ألقاب النبالة
فواديسواف الرابع ملك بولندا بفضل الله، غراندوق ليتوانيا، روتينيا، بروسيا، ماسوفيا، سمولينسك ولتفيا، وكذلك الملك الوراثي للسويديين والقوط والوندال، وانتخب غراندوق موسكو.
لانتخاب فواديسواف زيغمونت فازا - ياجلون سنة 1632 ملكاً لبولندا. ورث شرعياً من والده أيضاً لقب ملك السويد. كما ورث أيضا لقب ملك القدس.

## السيرة
ورث والده زيغمونت الثالث فازا حفيد غوستاف الأول عرش السويد سنة 1592 لمدة سبع سنوات فقط لصالح عمه كارل التاسع. فبدأ نزاع طويل للمطالبة بعرش السويد من قبل ملك البولندي من آل فازا، ما أدى إلى حرب بين بولندا والسويد (1600-1629)، وبعد «الفيضان» 1655. زيغمونت، الكاثوليكي المتدين، مع دخول عدة مرات في نزاع مع الدول المجاورة، وتجنب المشاركة في حرب الثلاثين عاما، وقدم ضئيلة ضد الإصلاح، وهذه العوامل لا تؤدي سوى إلى زيادة التوترات داخل الحكومة الاتحادية.

### الأمير
في 1610 فواديسواف، في سن الخامسة عشرة، انتخب البويار القيصر الروسي، خلال فترة عكر، والتي جاءت لتجربة الاتحاد الروسي بعد وفاة بوريس غودونوف. انتخابه هو جزء من الخطة لم تنجح من قبل في مكان زيغمونت خلال الحرب البولندية—موسكو للفوز الأراضي الروسية، وتحويل السكان إلى الكاثوليكية. فواديسواف غير قادرة على الحكم في روسيا منذ وسعها مشروطا القرارات والمكائد البويار الذين انتخبوا. وعقد هذا العنوان، دون أي ممارسة السيادة، حتى 1634.
قبل انتخابه ملك كونفدرالية قاتلوا في العديد من الحملات العسكرية ضد الروس، وبين 1617 و1618 القادمة التي يتعين وضعها تحت الحصار على من الثالوث دير سانت سيرجيو ضد العثماني في 1621 في الحرب ضد مولدوفا وبين السويديين 1626 و1629. خلال أسفاره في أوروبا، وتعلم فن الحرب، والانضباط التي من شأنها أن تستمر في النمو حتى بعد أن أصبح والسيادية : وإن لم تكن عسكرية وعبقرية فن يجري تجاوز بعض قيادته كما أتامان ستانيسواف كونكبولسكي، فواديسواف اعتبر الشاب القائد قدير.

### الحكم

#### السياسة
من خلال أولى أعماله الحكومية يبدو أن فواديسواف رغـِـب في الاحتفاظ بعلاقات طيبة مع سلالة هابسبورغ الامبراطورية. في 1633 معاملة عادلة وعدت إلى الأرثوذكس والبروتستانت، واضطرت ألبريشت ستانيسواف رادفيو (الكاثوليكية) على التوقيع على المرسوم الذي يعطي المناصب الرئيسية الاتحاد البولندية البروتستانت. في 1635 عين كشيشتوف رادفيو (الكالفيني) إلى أعلى منصب في البلاد (فويفودا فيلنسكي من فيلنوس - عاصمة ليتوانيا، وهو الأتامان الليتواني الأكبر). ومع ذلك، بعد أن منعت البروتستانت نبل محاولة لإطالة أمد الحرب ضد السويد البروتستانتية من خلال 'هدنة شتومسدورف، قررت تجديد التحالف الأبوي مع الهابسبورغيين.

#### الزواج
في زفافه الأول تزوج فواديسواف سنة 1637 من ابن خاله أرشيدوقة النمسا سيسيليا ريناتا ابنة 'الامبراطور فرديناند الثاني. كان زواجاً قليل البخت فقد مات خلاله طفلان وفي الحمل الثالث ولد الطفل ميتاً وتوفيت الملكة من عواقب الولادة (1643).
ثم تزوج في الزواج الثاني في 1646 من ماريا لويزا غونزاغا، الذي تعهد الحفاظ على علاقات طيبة للمملكة بولندا مع فرنسا. بعد وفاة زوجها، ومتزوج من ماريا لويزا خلفه، صهره يانالثاني كازيمير فازا.